# Mars PLM
Mars PLM è la prima applicazione software PLM su SAP per la gestione dei processi aziendali relativi al ciclo di vita del prodotto.
Il software Mars PLM è di proprietà di Avvale PLM, una società italiana specializzata nella consulenza PLM (Product Lifecycle Management).

## Mercato
Mars PLM è dedicato alle aziende di medie e grandi dimensioni. Il prodotto è orientato a due diversi settori:
- Industria di produzione discreta: Aerospaziale e Difesa, Automobilistico, Elettronica e High-Tech, Prodotti Industriali, Dispositivi Medici.
- Industria di produzione di processo: Chimico, Farmaceutico, Alimentare e Bevande, Beni di consumo, Cosmetici, Cura della persona.

I prodotti non di piattaforma SAP diretti concorrenti di Mars PLM sono Windchill di PTC, Empower PLM di Omnify, Teamcenter di Siemens, ENOVIA di Dassault Systèmes e Agile di Oracle.

## Release del Software
| Versione     | Data di rilascio |
| ------------ | ---------------- |
| Mars PLM 1.0 | Ottobre 2019     |
| Mars PLM 1.1 | Maggio 2020      |
| Mars PLM 1.2 | Settembre 2020   |
| Mars PLM 1.3 | Novembre 2020    |
| Mars PLM 2.0 | Gennaio 2021     |
| Mars PLM 2.1 | Marzo 2021       |
| Mars PLM 2.3 | Marzo 2023       |

## Prodotti
I prodotti di Mars PLM sono:

### Product Cost & Prototype
Strumento per il calcolo dei costi del prodotto e simulazione di diverse versioni del prototipo per la valutazione delle alternative.

### Engineering Change Management
Gestisce la creazione, la modifica e la cronologia di disegni, specifiche e delle distinte base materiale del prodotto per l’intero ciclo di vita.

### Document Management
Strumento per la creazione, modifica e gestione di tutti i documenti non-CAD relativi al PLM.

### Product / Material Management
Repository principale per la gestione e l’archiviazione dei dati di prodotto. Controlla e visualizza le fasi di sviluppo del prodotto tenendo traccia della sua storia.

### BOM Advanced Tool
Strumento per l’importazione di multi-level CAD BOM; confronto e sincronizzazione delle modifiche tra EBOM e MBOM; analisi dei cambiamenti e del loro impatto.